# Obr Dobr
Obr Dobr (Moc hodný obr, MHO; v originále The BFG, 1982) je pohádka britského spisovatele Roalda Dahla. V roce 1989 byl podle ní vytvořen animovaný film The BFG. Česky vyšla v roce 2005 v překladu Jana Jařaba, ten byl také použit pro převod filmu do češtiny.

## Děj
Pohádka vypráví o dívce jménem Sofie, která jedné noci, když nemůže spát, vyhlédne z okna a uvidí obra, který fouká něco do oken domů v ulici. Obr si Sofie všimne a unese ji do Obří země, svého domova.
Naštěstí pro Sofii ji unesl MHO (Moc Hodný Obr), který jako jediný z obrů nejí lidi. Místo toho se živí odpornou zeleninou fňokurkou. Po večerech běhá do různých měst a pomocí foukačky vypadající jako trumpeta fouká dětem do pokoje sny.
Sofie se s MHO skamarádí a začnou vymýšlet způsob, jak se zbavit lidožravých obrů, kteří každý večer běhají po světě a žerou lidi. Nakonec se rozhodnou požádat o pomoc anglickou královnu. Nepozorovaně se dostanou do Buckinghamského paláce a MHO foukne královně sen. V něm se jí zdá o lidožravých obrech a na konci o holčičce, která sedí na parapetu v jejím pokoji. Když se probudí, uvidí na parapetu Sofii, a nakonec uvěří tomu, co se jí zdálo. Povolá velitele armády, kteří se vrtulníky vydají do Obří země. Tam obry, kteří zrovna spí, svážou, přivážou pod vrtulníky a odlétají zpět do Londýna. Tam je hodí do vykopané jámy, odkud nemohou utéci. Po zbytek života už musí místo lidí jíst fňokurky.
Devět lidožravých obrů se jmenuje:
- Flákožrout
- Kostikřup
- Drtichlap
- Děckožvyk
- Chroustomas
- Chlemtohrd
- Děvozmar
- Krvešpunt
- Řezníček

## Česká vydání
- Academia 2005: Obr Dobr (přeložil Jan Jařab, ilustroval Jan Brychta)
- Knižní klub 2012: Obr Dobr (přeložil Jan Jařab, ilustroval Quentin Blake)
- Euromedia 2016: Obr Dobr (přeložil Jan Jařab)